# 生物光子学
生物光子学是通过光学技术研究生物分子，细胞和组织的一门学科，是光子学领域的分支之一。
生物光子是指生物新陈代谢时处于高能态的分子向低能态跃迁时辐射出来的粒子。生物光子辐射来自生物分子从高能态向低能态的跃迁，它是一个发生在“分子层次”的生命现象，这意味着生物光子辐射携带着有关生物分子组成和结构的信息。生物系统在分子层次的变化，能引起系统生物光子辐射行为的改变。参考：Biophotonics Second Edition Qiao GU